# Osijek
Osijek (ungarsk: Eszék) er en by i Kroatien, som ligger 282 km fra Zagreb.
Byen Osijek er den største by i Slavonien, beliggende på den højre bred af floden Drava, 22 km fra flodens udmunding i floden Donau. Den højre bred, som er lidt højere og sikker mod oversvømmelser, et godt vadested over floden Drava samt sumpområder, har været et sikkert tilflugtssted igennem århundreder. Selvom området omkring Osijek har været beboet i årtusinder, blev den første bosættelse bygget af romerne.
Med romernes erobring af Panonia-dalen på stedet, hvor nutidens Donji grad (Den Nedre by) ligger, blev der bygget en militærlejr og civilbebyggelse, som havde navnet Mursa. I året 133 fik Mursa status som koloni.
Colonia Aelia Mursa opstod i tre byggeetaper fra midten af det 2. århundrede til midten af det 4. århundrede. Byen havde dobbelt bymur. På grund af den vigtige geografiske beliggenhed, de vigtige handelsveje og flodens havn, byggede romerne en stenbro over floden Drava (dele af denne bro er bevaret i Osijek-museet). Colonia Aelia Mursa blev ødelagt flere gange og den sidste gang blev den ødelagt af hunnerne i året 441. Efter denne katastrofale ødelæggelse blev byen ikke genopbygget og befolkningen begyndte at slå sig ned i området omkring byen.
Fra de sidste noteringer af den romerske Mursa i 591 til den første notering om den middelalderlige Osijek i 1196, findes ingen skrevne dokumenter, men der eksister arkæologiske spor, som henviser til, at livet fortsatte i dette område. Den middelalderlige Osijek voksede vest for den romerske Mursa. De ældste skrevne dokumenter er fra året 1196, da Kong Emerik bekræfter, at der må samles vejskat og havnskat.
Der var mange feudalistiske familier, som herskede over byen Osijek, og den som herskede længst var familien Korog fra 1353 til 1472.
Den 8. august 1526 blev byen plyndret og besat af tyrkerne, som brændte byen ned til grunden og begyndte at bygge den op i orientalsk stil.
I tiden under tyrkerne var byen kendt på grund af sin træbro, som var 8 km lang, og som dengang var et verdensunderværk. Broen førte over floden Drava og Baranija-sumpene, fra Osijek til Darde. Broen blev bygget i løbet af nogle uger og i byggeriet deltog omkring 25.000 mennesker.
Byen blev befriet for tyrkerne den 29. september 1687. Straks efter befrielsen gik man i gang med at forstærke byens svageste forsvarspunkter og befolkningen blev flyttet ca. 2 km op ad floden fra fortet. Således opstod i 1692 Gornji grad (Den Øvre by). På samme måde opstod Donji grad (Den Nedre by), hvor befolkningen blev flyttet 2 km ned ad floden i 1698. Helt til slutningen af det 18. århundrede udvikledes alle 3 bebyggelser som selvstændige bykommuner. I 1786 forenedes disse 3 bebyggelser til én by og i 1809 blev byen udnævnt til fri kongeby.
I 1884 åbnedes det første moderne transportanlæg i byen – en hestesporvogn. Dette var den første hestesporvogn syd for Wien og Budapest.